# Dolichopeza postica
Dolichopeza postica är en tvåvingeart som beskrevs av Enrico Adelelmo Brunetti 1912. Dolichopeza postica ingår i släktet Dolichopeza och familjen storharkrankar. Inga underarter finns listade i Catalogue of Life.